# Saturday Night Live

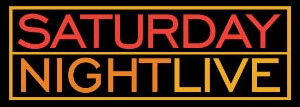
Saturday Night Live

Saturday Night Live (abreviat SNL) és un programa de varietats de televisió, sàtira política i cultural estatunidenca, que tracta de petits "gags", paròdies d'anuncis televisius, curts digitals i vídeo clips representats pels actors protagonistes, un convidat setmanal (el qual serà un actor/actriu famós/famosa) al qual acostuma a iniciar el programa amb un monòleg preparat i un convidat musical que tocarà una de les seves cançons a la mitja part del programa. Saturday Night Live ha llençat a la fama a molts dels comediants que hi van començar treballant. Va ser transmès per primera vegada l'11 d'octubre del 1975, amb el títol original de NBC's Saturday Night Live.
Durant les quatre dècades que s'ha estat emetent el programa, Saturday Night Live en la cadena NBC (National Broadcasting Company) ha guanyat un seguit de premis per la seva llarga durada i èxit durant els anys. Entre aquests s'inclouen: 36 "Primetime Emmy Awards", dos "Peabody Awards" i tres premis del Sindicat de Guionistes d'Amèrica. L'any 2000, va ser afegit al "National Association of Broadcasters Hall of Fame". Va ser anomenat desè a la llista de "TV Guide's" 50 millors sèries de la dècada, i el 2007 "Time Magazine" el va anomenar "Una de les 100 millors sèries de la història". Ha rebut 156 nominacions als Emmys, històricament més que qualsevol programa televisiu.

## "Gags" més famosos de SNL
El programa ha tingut molts "gags" durant els anys i una gran part ha aconseguit un reconeixement popular, i fins i tot han arribat a ser adaptats al cinema. Tot i el gran èxit de "The blues brothers" i "Wayne's World" la majoria han rebut moltes males crítiques amb un percentatge d'entre 0-32% de Rotten Tomatoes.

### Les 10 pel·lícules més reconegudes basades en gags de Saturday Night Live

#### 1.The blues brothers(1980)
Haker (John Belushi) i Elood (Dan Aykroyd) són dos nois "cool" amb l'objectiu de reunir el seu grup de música i salvar l'orfenat catòlic en el qual van créixer.
Durant aquesta missió intentaran evitar la policia i conduiran fins a més no poder en el seu "Bluesmobile".
Aquesta pel·lícula del 1980 va sortir dos anys després de la seva estrena a SNL, i la pel·lícula ha esdevingut una llegenda del cinema popular. En l'escala de Rotten Tomatoes ha rebut una puntuació d'un 85%.

#### 2.Citizen Bob Roberts(1982)
La pel·lícula és una sàtira i crítica americana disfressada de documental. Bob Roberts és un candidat, jove i ric, pel senat de Pennsilvània. A la superfície Roberts és un bon americà, generós i un creient en la restauració de l'orgull nacional i els valors familiars. Però a mesura que el director del documental, Brian Murray, el va coneixent, es va revelant el Bob Roberts de veritat: un home ple de cinisme i menyspreu.
Aquesta pel·lícula es diferencia de la resta de les produccions cinematogràfiques de SNL, gràcies al seu enfocament més realista i seriós als problemes del món. A l'escala de Rotten Tomatoes la pel·lícula ha rebut un rànquing d'un 100%, gràcies a les seves excel·lents crítiques.

#### 3.Wayne's World(1992)
De començar sent un dels gags més famosos de SNL, va passar a formar part de la cultura popular del cinema.
Gràcies a la pel·lícula els actors protagonistes Mike Myers i Dana Carvey, van passar a la fama i van iniciar les seves carreres cinematogràfiques.
Aquest clàssic dels 90' tracta de dos amics que graven un programa (del que anomenen Wayne's World) en el soterrani dels pares del protagonista. El programa és descobert per una agent, que els dona l'oportunitat de treballar en la televisió. Ells no dubten a acceptar l'oferta, però entremig es trobaran davant d'alguns obstacles.
Gràcies al seu gran èxit, rebent una puntuació del 85% de Rotten Tomatoes, va sortir la segona part, l'any 1993.

#### 4.The Coneheads(1993)
L'any 1993, 16 anys després de l'estrena a SNL, van passar "The Coneheads" al cinema.
Cone-heads tracta d'una família d'alienígenes que passen a viure en un suburbi americà, i els canvis a què s'hauran d'adaptar.
Desgraciadament la pel·lícula no va tenir èxit i va rebre moltes males crítiques. En l'escala de Rotten Tomatoes va rebre una puntuació del 33%.

#### 5.Stuart Saves His Family(1995)
Stuart Smalley és un psicòleg, protagonista d'un programa de televisió per cable de psicologia. Després de perdre la feina, es veu obligat a tornar a casa a viure amb la seva família disfuncional. Stuart intentarà ajudar a la seva família a restablir-se i anar en bon camí.
Per desgràcia Stuart Saves His Family no va tenir èxit i les crítiques que va rebre van ser bastant dolentes. A l'escala de Rotten Tomatoes la pel·lícula ha rebut un rànquing d'un 30%.

#### 6.A Night al the Roxbury(1998)
Aquesta comèdia basada en un dels famosos gags de SNL, tracta de dos germans Steve (Steve Ferrell) i Douglas Butabi (Christopher Katten), que van per Beverly Hills amb l'intent d'aconseguir emportar-se una noia al llit, però sempre acabant amb una "missió fallida".
Els dos treballen en una floristeria de flors falses del seu pare. Sempre són negats el pas a la discoteca més "hot" de Beverly Hills: El Roxburry. Finalment aconsegueixen entrar, i un cop dintre es fan amics de l'amo del club i de dos caçafortunes.
El Roxburry de veritat va tancar i va passar a ser un restaurant japonès abans que s'estrenés la pel·lícula.
Les males crítiques que va rebre van ser per la falta de contingut en la història, pels personatges massa plans i per l'intent d'allargar la pel·lícula amb un contingut massa pobre. A l'escala de Rotten Tomatoes ha rebut un rànquing d'un 11%.

#### 7.Superstar(1999)
Superstar està basada en un dels gags més populars de SNL, passada al cinema l'any 1999.
Mary Katherine Gallagher (Molly Shannon), és una escolar extremadament repulsiva, òrfena com a conseqüència a la mort ridícula dels seus pares dels quals van morir atropellats per una estampida de ballarins en un concurs de ball. Ella sempre ha volgut fer-se un petó amb un noi, però mai ho ha pogut aconseguir. Un dia Mary decideix fer-se una "superstar", per aquesta manera aconseguir el seu objectiu. En un moment de la pel·lícula Will Pharrell apareix com a Jesús, i més endavant fa d'un alumne, company de classe de la Mary, que passa el temps inventar-se balls.
Les crítiques que va rebre van ser molt dolentes, ja que segons els crítics, la història no tenia prou sentit. Ha rebut un rànquing d'un 32% a l'escala de Rotten Tomatoes.

#### 8.Office Space(1999)
Aquest clàssic es va adaptar al cinema l'any 1999.
Peter Gibbson (Ron Livington) és un programador informàtic d'uns trenta i pocs, que odia la seva feina, tant que decideix venjar-se del seu cap juntament amb els seus dos amics. Junts roben una gran quantitat de diners de l'empresa, però quan surt a la llum que han desaparegut Peter haurà de trobar una manera de tornar-los sense que ningú se n'adoni, o haurà d'enfrontar-se a una sentència de 30 anys a la presó.
La pel·lícula va rebre molt bones crítiques, gràcies al seu excel·lent càsting, i té un rànquing d'un 79% en l'escala de Rotten Tomatoes.

#### 9.The Ladies Man(2000)
Leon Philips és un seductor, conegut per tothom com "The Ladies Man". És un locutor de ràdio que protagonitza un programa per a seduir les dones que truquin al canal. Leon és despatxat com a conseqüència dels seus comentaris inapropiats en el seu programa, i és forçat a trobar feina en un altre canal de ràdio. Després de temps sense èxit, rep una carta d'una dona que signa com a "True Love", demanant-li que torni amb ella, mencionant que ara té molts diners. Ara Leon podrà sortir de la ruïna. Només haurà de descobrir qui és i com trobarà la misteriosa dona de la carta, però abans hi haurà d'enfrontar-se a totes les seves ex-xicotes.
Les crítiques que ha rebut són les següents: "És una pel·lícula mediocre amb insuficient contingut per a adaptar-la al cinema". En l'escala de Rotten Tomatoes ha rebut un rànquing d'un 11%.

#### 10.MacGruber(2010)
Will Forte i Christen Wiig protagonitzen aquesta pel·lícula, que malgrat les crítiques positives al SXSW del 2015 i les diverses temàtiques dels anuncis de la Súper Bowl que ha inspirat, no va vendre entrades. Es parla d'una possible segona part.
MacGruber tracta d'una paròdia de la famosa sèrie televisiva dels 80' "MacGyver" en el qual Richard Dean Anderson podia escapar de qualsevol situació només utilitzant objectes quotidians.
A l'escala de "Rotten Tomatoes" ha rebut un rànquing d'un 47%. Els crítics diuen que malgrat el seu humor simple és molt millor que la majoria de pel·lícules de SNL.

## Estudi

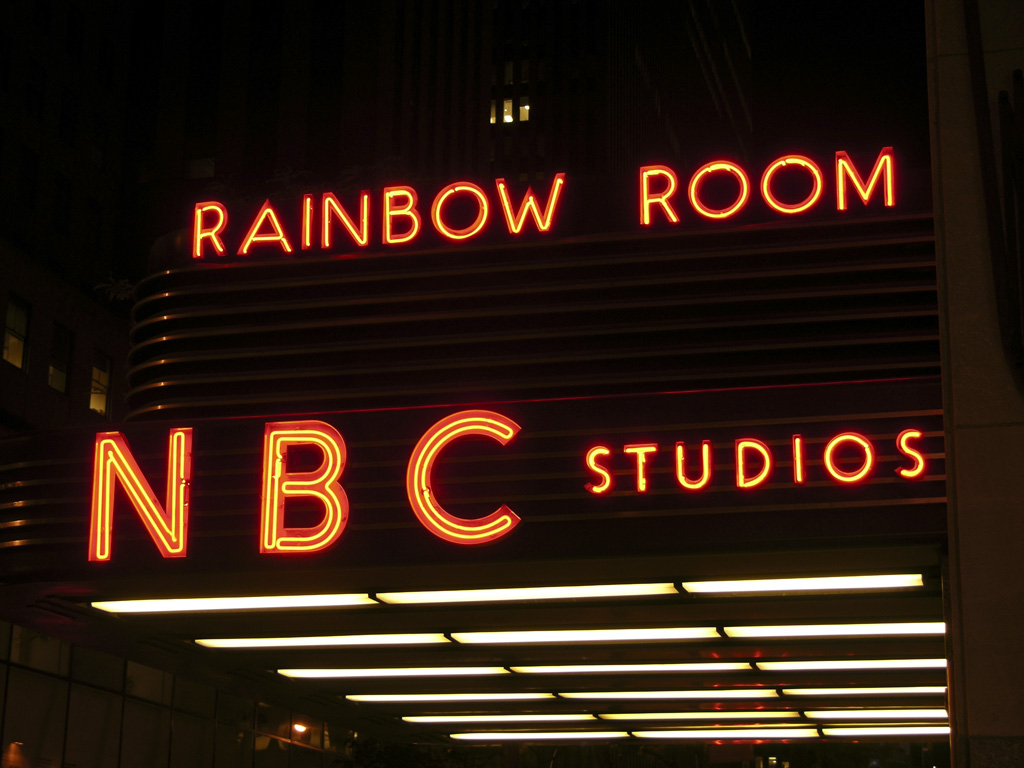
Rinbow Room-Estudi de la NBC

Saturday Night Live és transmès des del Studio 8H a la seu de la NBC a l'edifici de Comcast (New York City), també conegut com a 30 Rockefeller Center.
Dissenyat per l'arquitecte Raymond Hood, i ocupant una alçada de 259 m amb un nombre de 70 plantes, l'edifici és conegut per allotjar la seu de la NBC, les instal·lacions de Nova York de la NBC Studios i la NBCUniversal Cable. L'any 1996, la NBC va comprar els 1.600.000 peus quadrats (150.000 m2). L'adquisició va permetre a l'empresa introduir noves tecnologies i renovar l'espai.
L'estudi 8H havia estat l'estudi de ràdio més gran del món, originalment construït per la NBC Symphony Orchestra. L'any 1950 va ser convertit en un estudi televisiu.

## Controvèrsies
Durant les 41 temporades de Saturday Night Live hi ha agut una sèrie d'incidències i controvèrsies que han posat en qüestió la continuació del programa, les carreres dels actors que l'han protagonitzat i els que han estat convidats a participar-hi. Com a resultat d'aquest incident la fama i el reconeixement del programa només ha incrementat.

### Siéad O'Conner
El dia 3 d'octubre del 1992, la cantant irlandesa Sinéad O'Connor va ser convidada al programa a cantar una versió a cappella de la cançó "War" de Bob Marley.
Durant l'assaig general, O'Connor va alçar una foto d'un nen alcan, com a forma de protesta de l'abús infantil en les guerres, en el qual el director de l'episodi Dave Wilson va descriure com "un moment molt tendre". Però durant l'episodi en directe, O'Connor va canviar el tros de la cançó de "War" en el qual diu "lluita contra la injustícia racial" a "lluita contra l'abús infantil", com una protesta contra l'abús sexual de part de l'Església Catòlica. Va treure una foto del Papa Joan Pau II mentre que cantava la paraula "malvat", abans d'estripar-lo en petits trossos dient "tingueu por de l'enemic de veritat". La NBC no tenien cap coneixement del pla d'O'Connor, i Wilson no va prémer el botó de "d'aplaudiment", deixant el públic en silenci. Michael va decidir deixar que O'Conner aparagué al final de l'episodi amb la resta del reparatori per fer l'acomiadament, del que més endavant va ser criticat. La NBC va rebre milions de trucades després de l'incident, i protestes es van formar davant de l'edifici 30 Rock contra O'Conner, on van trencar dotzenes dels seus cassets, CDs i LPs.
En les reposicions d'aquest episodi, l'incident ha estat substituït amb la versió de l'assaig de la cançó. Aquest incident tan controvertit ha estat imitat i parodiat en altres sèries i programes com "30 Rock" i "The Life of Rock with Brian Pern".

### Rage Against the Machine

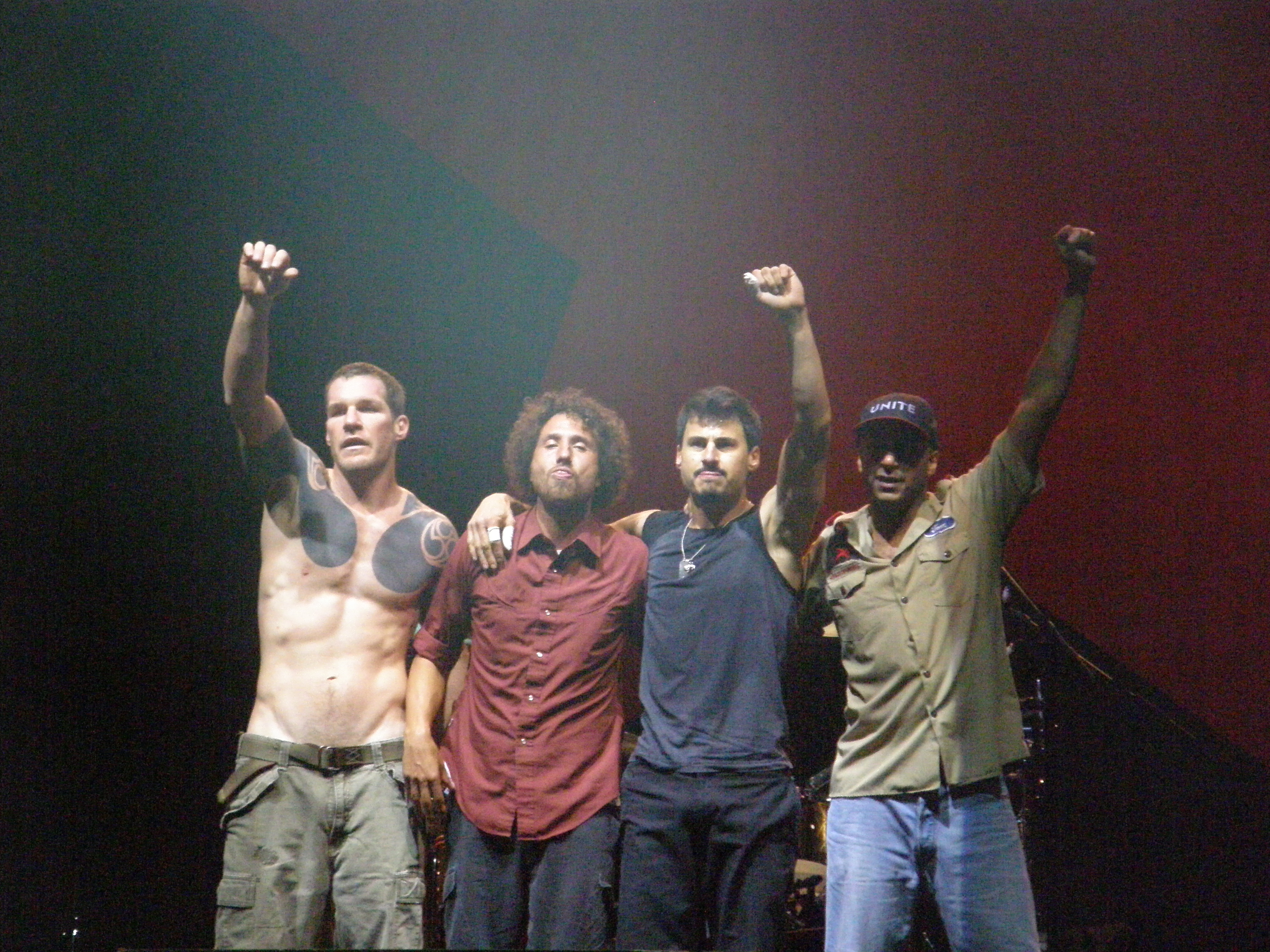
Imatge d'un concert del grup musical Rage Against the Machine

El 13 d'abril de 1996, els invitats musicals Rage Against the Machine es van programar per a realitzar dues cançons. El programa va ser finançat pel multimilionari Steve Forbes. El guitarrista Tom Morello va declarar: "RATM vol estar en juxtaposició afilat per a un bilionari explicant acudits i facilitant-li l'impost de taxa única en fer la nostra pròpia declaració". Amb aquest propòsit, el grup musical va penjar dues banderes estatunidenques cap per avall, penjant dels amplificadors durant l'actuació. Després de la primera actuació, les banderes van ser expulsades de l'escenari, igual que RATM, del que van fer abandonar l'edifici. En sentir això, el baixista Tim Commerford va irrompre el vestidor de Forbes, llançant i escampant trossos d'una de les banderes americanes. Morello va declarar que els membres de la SNL Repartiment i Personal (a la qual es va negar a dir noms), "van expressar solidaritat amb les nostres accions, i un sentiment de vergonya cap al programa per haver censurat l'actuació".

### Donald Trump
L'empresari multimilionari Donald Trump va ser convidat a SNL per fer de host de l'episodi, durant la seva campanya electoral republicana del 2016 (el primer cop que va aparèixer com a host va ser l'any 2004, com a demòcrata). Aquest fet va iniciar una sèrie de protestes, de part de la comunitat mexicana, els quals van pressionar la NBC a cancel·lar l'aparició de Trump pels seus comentaris sobre la immigració mexicana. Les protestes es van dur a terme davant de les Torres Trump i de l'edifici 30 Rockefeller Center durant la setmana i el dia de l'episodi, mostrant cartells amb les paraules "DUMP TRUMP". Aquest grup va crear una petició per cancel·lar el "hosting" de Trump, amb més de 500.000 signatures, dels que van enviar a Michaels i a l'executiu en cap de la NBCUniversal Steve Burke.
Trump no es va preocupar per la seva campanya electoral, i fins hi tot es va alegrar de la "publicitat" i l'atenció que va rebre per aquestes manifestacions declarant que "Tota publicitat és bona", i que gràcies a ell l'episodi tindria els ràtings més elevats de la història del programa. Trump també va criticar els guionistes: "Tenen 100 guionistes. Entro a la sala, hi ha els 100 - tots tenen aproximadament 17 anys, d'acord? Tots són joves i a sobre m'han de dir el que he de fer".
El grup DeportRacism.com els va oferir $5.000 en afectiu a la persona de l'audiència que cridès "Trump és un racista" durant el seu monòleg.
L'episodi va estrenar-se el 7 de novembre del 2015, on Trump només va sortir un total de 12 minuts. Durant el monòleg, el comediant americà Larry David es va referir a l'incident de l'oferta dels $5.000, interrumpint a Trump cridant "Trump és un racista".
Al final l'episòdi va rebre 9.3 milions de visites, el qual ha estat el nombre més gran que el programa havia tingut en quasi quatre anys. Com a conseqüència la NBC va oferir als candidats republicans aparicions gratuïtes al programa.
Trump no ha estat el primer polític a aparèixer al programa, sinó que només ha estat un dels molts que han participat per donar a conèixer la seva campanya electoral. Des del 1975, polítics estatunidencs han aparegut al programa com a convidats i fins hi tot com a hosts del programa.

## SNL en altres països
Gràcies al gran èxit que ha tingut el programa als Estats Units, Saturday Night Live ha estat adoptat per països arreu del món, i noves versions s'han fet. Aquests països inclouen el Món Àrab, Espanya, Itàlia, Corea del Sud, Japó, Canadà i Finlàndia.
La versió alemanya de Saturday Night Live, RTL Samstag Nacht, va ser un gran èxit als 90' en el canal de RTL.
El 3 de desembre del 2011, SNL Corea es va estrenar en un canal per cable tvN. Avui en dia el programa continua en èxit, en la seva cinquena temporada consecutiva, amb 20 episodis per cada.
La versió espanyola va durar pocs episodis, dels que emetien als dimarts. Aquesta versió copiava la majoria dels gags de la versió americana. La versió italiana de SNL, anomenat Saturday Night Live From Milan es va emetre durant quatre temporades, dels que utilitzaven gags originals.
La versió Japonesa Saturday Night Live JPN va ser creada per la companyia de producció de Lorne Michaels, Coca-Cola i Broadway Video. El programa va seguir el mateix format que la verssió americana amb algunes variacions, entre elles la durada de cada episodi i el host. A diferència de la versió americana, SNL Japan només durava 45 minuts per episodi, i el host sempre era el mateix. S'emetia un cop per mes i només va durar sis episodis com era previst.

## Implicació política del programa
Des del 1975, polítics s'han imitat al programa de SNL. Però també han aparegut com a convidats i fins hi tot com a hosts durant les campanyes electorals com a forma de promocionar-se.

### Polítics i candidats que han aparegut al programa

#### President Gerald Ford
El 17 d'abril de 1976, el president Gerald Ford va aparèixer quan el seu secretari de premsa, Ron Nessen, va fer de "host" del programa en la primera temporada de SNL. Ford va lliurar la famosa frase d'obertura de cada episodi del programa "Live from New York, It's 'Saturday Night!".

#### Senador George McGovern
El senador George McGovern va perdre la nominació presidencial demòcrata just abans d'hostejar Saturday Night Live. A l'inici del programa, McGovern va rebre un gran aplaudiment de l'audiència, al que va respondre "On éreu el mes passat al Super Tuesday ", referint-se a la seva nominació perduda.

#### Steve Forbes
El 13 d'abril del 1996, l'empresari Steve Forbes va hostejar el programa després d'haver perdut la nominació presidencial republicana.

#### Donald Trump
Donald Trump hi ha aparegut com a host a Saturday Night Live dos cops. La seva primera aparició al programa va ser el 3 d'abril del 2004 (com a demòcrata), on va enviar el seu doble a la NBC, interpretat per Darryl Hammond. La seva segona vegada com a host, va ser al 7 de novembre del 2015, com a campanya publicitària per a la seva candidatura presidencial republicana. La seva segona aparició va causar molt d'escàndol per part de les comunitats mexicanes, però SNL va rebre un dels nombres més alts de visualitzadors de la història del programa.

#### Novembre del 2007 - Novembre del 2008
Durant les eleccions presidencials del 2008, Barack Obama i Hillary Clinton van aparèixer al programa durant la seva lluita en les primàries democràtiques. En apropar-se al dia electoral, John McCain i Sarah Palin van aparèixer breument al programa.

## Imitacions
De les 13 persones més imitades a Saturday Night Live 11 són polítics, els quals tots han estat presidents o candidats presidencials americans. El polític més imitat ha estat Bill Clinton, del que ha estat imitat 107 vegades. Darrere seu en el rànquing està l'expresident George W.Bush amb 72 imitacions, el President Barack Obama amb 61 imitacions, Hillary Clinton amb 54, George H.W. Bush amb 42, Ronald Reagan amb 41, Jimmy Carter amb 39, Barbara Walters i Bob Dole amb 29, Al Gore i Dick Cheney amb 27, Ted Koppel amb 26, i finalment Donald Trump amb 25.
El personatge de Hillary Clinton es va donar a conèixer al programa per la campanya electoral de Bill Clinton del 1992, i per l'escàndol de les infidelitats de Bill amb la seva secretària Mònica Lewinsky. El personatge de Hillary ha estat interpretada per diverses actrius de SNL, entre la qual hi ha Jan Hooks, Janean Garofalo, Ana Gasteyer, Amy Poehler, Vanessa Bayer, Kate McKinnon, i fins i tot per la cantant Miley Cyrus.